# Tuloma
Tuloma (rusky Тулома) je řeka na poloostrově Kola v Murmanské oblasti v Rusku. Je 64 km dlouhá. Její povodí má rozlohu 6 250 km².

## Průběh toku
Odtéká z Notozera (rozloha 78,9 km²), do kterého se vlévá řeka Nota, a ústí do Kolského zálivu Barentsova moře. Někdy se proto mluví o jednom vodním toku Nota-Tuloma o délce 300 km a s celkovým povodím 21 670 km². Byly na ní postaveny dvě přehradní hráze s vodními elektrárnami, čímž vznikly Hornotulomská vodní nádrž (745 km²) a Dolnotulomská vodní nádrž (38 km²).

### Přítoky
Hlavní přítok je zprava řeka Peča. Povodí Tulomy zasahuje i do Finska (přítok Lotta).

## Vodní stav
Zdroj vody je sněhový a dešťový. Vyšší stavy vody jsou od května do září. Průměrný průtok je 241 m³/s. Zamrzá na konci prosince až v únoru a rozmrzá v dubnu až na začátku června. Je splavná.